# Primaria associazione cattolica artistico-operaia
La Primaria Associazione Cattolica Artistico-Operaia creata come Primaria associazione cattolica artistico-operaia di carità reciproca e meglio conosciuta con l'acronimo PACAO, è una aggregazione ecclesiale sotto l'egida dalla Santa Sede, fondata il 23 agosto 1871 con lo scopo di esercitare il mutuo soccorso e di promuovere e mantenere la fede cattolica, apostolica e romana negli operai, offrendo servizi nella Diocesi di Roma.  

## Storia
Modellata sulle università di arti e mestieri, sorte nel lontano Medioevo con il duplice scopo di formare alla pietà cristiana gli artisti e gli operai e di tutelare i loro interessi di categoria, la « Primaria associazione cattolica artistica ed operaia di carità reciproca »  deve la sua fondazione alla esplicita volontà di Papa Pio IX ed all'iniziativa di monsignor Domenico Maria Jacobini   (poi cardinale e vicario generate di Sua Santità per la città di Roma)  il  quale,  gettatene nel 1871 le  basi, con  l'aiuto  del marchese Girolamo Cavalletti, del cav. Basile Bonanni e dello scultore Cesare Aureli, ne ottenne in seguito la erezione Canonica con decreto del 23 agosto dello stesso anno, a firma del cardinale Costantino   Patrizi, vicario generale del  Papa.
Scorrendo il primo statuto dell'associazione e riflettendo sul motto che la contraddistingue: « Concordes in Christo, mutuam charitatem exhibent » si  osserva facilmente come la carità reciproca,  la mutua comprensione ed una cristiana solidarietà fossero gli obiettivi a cui i soci, suddivisi in 306 arti, mestieri ed industrie, erano invitati ad informare la loro vita associativa. Altro scopo primario   dell'associazione fu l'unità di interessi tra lavoratori e datori di lavoro.  
L'Associazione  non  si occupava direttamente delle questioni economiche, quali il livello dei salari e le condizioni di vendita dei prodotti, ma cercava di farlo per via indiretta, facilitando amichevoli rapporti fra il padrone e l'operaio e predisponendo così entrambi ad una più caritatevole interpretazione delle proprie ragioni e ad un più giusto apprezzamento dei rispettivi bisogni.
II  prestigio  dell'«Artistico-Operaia»  fu, nei  primi decenni di vita, notevolissimo non solo  perché tale Associazione costituì, con le sue scuole di  arti e mestieri, il primo esempio delle rinnovate corporazioni cristiane, ma anche perché essa, per prima, tentò di arginare l'avanzata dei principi anarchici nel mondo operaio.
Dalle fiorenti scuole serali artigiane, ideate ed attuate fin dal 1873 e nelle quali si formarono migliaia e migliaia di artigiani  romani, ai  successivi corsi liberi del ramo artistico  (ornato, figura, architettura),  ai corsi per il settore industriale (nel   1916),  alla  Scuola d'arte della vetrata (nel   1921) ed alla sezione di arte cristiana (nel   1927) le quali, nel  progetto dell'ideatore  prof.  Biagio   Biagetti,  avrebbero dovuto rappresentare i primi  raggruppamenti di una costituenda Università dell'arte cristiana, alla costituzione, per iniziativa dei soci scultore Aurelio Mistruzzi e pittore Corrado  Mezzana, della sezione dell'artigianato femminile e del centro nazionale dell'artigianato e tanto altro ancora. 
Per  rendersi, poi, conto della sua vitalità, basterà scorrere l'elenco delle più significative iniziative, intraprese dall'Artistico-Operaia sia nei primi decenni di vita come nei tempi successivi, fino ai  giorni nostri. Attualmente il Presidente dell'associazione è Salvatore Tallarico e l'Assistente Ecclesiastico è don Saverio Monitillo. 
L'aggregazione ecclesiale si occupa inoltre del servizio d'onore al Pontefice attraverso l'accoglienza dei fedeli, dei pellegrini, delle personalità e delle autorità che partecipano alle celebrazioni liturgiche presiedute dal Papa nelle Basiliche Papali e all'esterno di Piazza S. Pietro.

## Patrocinio
Essa è posta sotto il patrocinio di Maria Santissima Immacolata, di San Giuseppe e di San Luca.

## Sede
L'aggregazione ecclesiale dipende dal vicariato di Roma in quanto Associazione di fedeli e dunque non solo dal punto di vista gestionale bensì anche dall'indirizzo spirituale e per le modifiche statutarie del proprio Statuto. La sede storica dell'associazione era situata nel suggestivo “Complesso monumentale Bocca della verità” in via della Greca 4 in Roma.
La sede attuale è in Palazzo San Calisto (Piazza S. Calisto 16, zona extraterritoriale dello Stato della Città del Vaticano).